# 巴特河—克勞福特選區
巴特河—克勞福特選區（英語：Battle River—Crowfoot）是亞伯達省的一个联邦选区，於2015年成立並於該年首度選出加拿大眾議院議員。
即使按照艾伯塔省农村的标准，巴特河—克劳福特选区也是一个非常保守的选区。自1935年以来，该选区及其前身除两年外一直由中右翼议员代表，当时的社會信用黨、舊保守黨和進步保守黨通常在这里以压倒性优势获胜。自1990年代以来，主要右翼政黨改革黨、聯盟黨、和現代的保守黨以加拿大政坛有史以来最大的优势获胜，而其他政党加起来能获得30%的选票就算幸运了。该选区的第一位議员凯文·索伦森于2000年加拿大联邦大选首次代表聯盟黨在克劳福特当选，获得70%的选票，这是他唯一一次获得的选票低于80%。保守黨议员達米安·庫雷克在2019年聯邦大選中以超过85%的得票率获胜。
2025年5月2日，議員庫雷克自願宣布辭職，以留下一個空缺議席讓保守黨黨魁博勵治在該選區參選，博勵治對庫雷克的舉動表示感謝。

## 人口統計
下列資料來自2021年加拿大人口普查
族裔：88.3% 白人，5.42% 原住民，2.95% 南亞裔，0.85% 東亞裔，0.75% 黑人，0.42% 拉丁裔，0.12% 阿拉伯人，0.36% 其他

## 眾議院議員
下列眾議員曾於加拿大國會眾議院代表此選區：
| 國會屆次                                                          | 年份          | 眾議院議員    | 眾議院議員  | 所屬政黨 |
| ----------------------------------------------------------------- | ------------- | ------------- | ----------- | -------- |
| 巴特河—克勞福特選區 從克勞福特選區和維格勒維爾—溫賴特選區合併而成 |               |               |             |          |
| 第42屆                                                            | 2015年-2019年 |               | 凯文·索伦森 | 保守黨   |
| 第43屆                                                            | 2019年-2021年 | 達米安·庫雷克 |             | 保守黨   |
| 第44屆                                                            | 2021年-2025年 | 達米安·庫雷克 |             | 保守黨   |
| 第45屆                                                            | 2025年-2025年 | 達米安·庫雷克 |             | 保守黨   |
| 第45屆                                                            | 2025年至今    | 博勵治        |             | 保守黨   |